# Championnat de Sao Tomé-et-Principe de football 2021-2022
Navigation
Édition précédente Édition suivante
La saison 2019 du Championnat de Sao Tomé-et-Principe de football est la 35e édition du championnat de première division nationale. La compétition se déroule de façon parallèle sur les deux îles (São Tomé et Principe) puis le premier de chaque île s'affrontent lors de la finale nationale, disputée en matchs aller et retour. Il y a un système de promotion-relégation pour le championnat de São Tomé alors que sur Principe, les six clubs existants disputent chaque saison la compétition.
C'est le club de GD Os Operários, champion de Principe, qui remporte la compétition cette saison après avoir battu en finale le représentant de São Tomé, le 6 de Setembro. C'est le cinquième titre de champion de São Tomé-et-Principe de l'histoire du club. 

## Participants
- Île de São Tomé :
  - Sporting Clube da Praia Cruz
  - UD Correia - Promu de D2
  - UDRA
  - Vitória Riboque
  - CD Guadalupe - Promu de D2
  - Caixão Grande
  - Aliança Nacional
  - 6 de Setembro
  - Sporting São Tomé
  - Palmar Lusitanos
  - Agrosport FC
  - Trindade FC
- Île de Principe :
  - Sporting Clube do Principe
  - GD Os Operários
  - UDAPB
  - FC Porto Real
  - GD Primeiro de Maio
  - GD Sundy

## Compétition

### Classement
Le classement est établi sur le barème de points classique (victoire à 3 points, match nul à 1, défaite à 0). Pour départager les égalités, on tient d'abord compte de la différence de buts générale, puis du nombre de buts marqués, puis des confrontations directes.
| Rang | Équipe                       | Pts | J  | G  | N | P  | Bp | Bc | Diff |
| ---- | ---------------------------- | --- | -- | -- | - | -- | -- | -- | ---- |
| 1    | 6 de Setembro                | 53  | 22 | 17 | 2 | 3  | 56 | 20 | +36  |
| 2    | Agrosport FCT                | 40  | 22 | 12 | 4 | 6  | 38 | 27 | +11  |
| 3    | UDRA                         | 38  | 22 | 11 | 5 | 6  | 43 | 36 | +7   |
| 4    | Trindade FCC                 | 35  | 22 | 11 | 2 | 9  | 37 | 32 | +5   |
| 5    | Caixão Grande                | 29  | 22 | 8  | 5 | 9  | 33 | 25 | +8   |
| 6    | Vitória Riboque              | 29  | 22 | 8  | 5 | 9  | 34 | 33 | +1   |
| 7    | Aliança Nacional             | 28  | 22 | 7  | 7 | 8  | 32 | 32 | 0    |
| 8    | Sporting Clube da Praia Cruz | 26  | 22 | 7  | 5 | 10 | 28 | 41 | -13  |
| 9    | Sporting São Tomé            | 25  | 22 | 8  | 1 | 13 | 22 | 42 | -20  |
| 10   | Palmar Lusitanos             | 24  | 22 | 6  | 6 | 10 | 32 | 42 | -10  |
| 11   | CD GuadalupeP                | 24  | 22 | 6  | 6 | 10 | 21 | 34 | -13  |
| 12   | UD CorreiaP                  | 20  | 22 | 6  | 2 | 14 | 29 | 41 | -12  |

| Rang | Équipe                     | Pts | J  | G  | N | P  | Bp | Bc | Diff |
| ---- | -------------------------- | --- | -- | -- | - | -- | -- | -- | ---- |
| 1    | GD Os Operários            | 49  | 20 | 16 | 1 | 3  | 62 | 24 | +38  |
| 2    | FC Porto Real              | 44  | 20 | 14 | 2 | 4  | 50 | 22 | +28  |
| 3    | GD Sundy                   | 37  | 20 | 12 | 1 | 7  | 49 | 34 | +15  |
| 4    | Sporting Clube do Principe | 22  | 20 | 6  | 4 | 10 | 32 | 42 | -10  |
| 5    | GD Primeiro de Maio        | 13  | 20 | 3  | 4 | 13 | 22 | 57 | -35  |
| 6    | UDAPB                      | 7   | 20 | 1  | 4 | 15 | 18 | 54 | -36  |

|  | Qualification pour la finale nationale                                             |
|  | Relégation directe en Segunda Divisão                                              |
|  | T : Tenant du titre C : Vainqueur de la Taça Nacional P : Promu de Segunda Divisão |

### Finale nationale
| Équipe 1        | Résultat | Équipe 2      | Aller | Retour |
| --------------- | -------- | ------------- | ----- | ------ |
| GD Os Operários | 3 - 2    | 6 de Setembro | 1 - 1 | 2 - 1  |

## Bilan de la saison
| Championnat de Sao Tomé-et-Principe de football 2021-2022 |                            |
| Champion                                                  | GD Os Operários (5e titre) |
| Coupes et trophées                                        |                            |
| Vainqueur de la Coupe de Sao Tomé-et-Principe 2021-2022   | Trindade FC                |
| Qualifications continentales                              |                            |
| Ligue des champions de la CAF 2022-2023                   | Aucun                      |
| Coupe de la confédération 2022-2023                       | Aucun                      |
| Promotions et relégations                                 |                            |
| Promus en Primeira Divisão de São Tomé                    | FC Neves                   |
| Promus en Primeira Divisão de São Tomé                    | Inter Bom-Bom              |
| Relégués en Segunda Divisão de São Tomé                   | UD Correia                 |
| Relégués en Segunda Divisão de São Tomé                   | CD Guadalupe               |